# Angelo Tassi
Angelo Tassi (Bologna, 9 ottobre 1937 – Bologna, 24 giugno 2024) è stato un pittore italiano.

## Biografia
Dopo aver conseguito la Maturità Artistica studiò all'Accademia di Belle Arti di Bologna. Con continuità tenne numerose personali in Italia e all'estero. I suoi dipinti, esposti in permanenza, entrarono nelle collezioni di vari musei quali la Galleria d'Arte moderna del Vaticano, il New England Center for Contemporary Art, - Necca Museum - di Brooklyn C.T. USA, l'Art Center Museum, Springfield, USA, la Galleria d'Arte Moderna di San Marino (RSM), il Circuito Museale dell'Università di Bologna «Aula del IX Centenario», la Galleria d'Arte Moderna Museo "MAGI '900" Giulio Bargellini Pieve di Cento (Bologna). Per il IX Centenario dell'Università degli Studi di Bologna illustrò il volume Bologna, una Università per l'Europa e, in occasione della mostra tenuta nell'Aula Magna (1989), ottenne il Sigillo dell'Alma Mater Studiorum. Nel 2000 gli venne conferito dal Lions Club Bologna il premio Nettuno d'Oro.
Morì a Bologna il 24 giugno 2024 all'età di 86 anni.